# Fachverband Schweizer Raumplanerinnen und Raumplaner
Der Fachverband Schweizer Raumplaner/-innen (FSU, für französisch/italienisch/rätoromanisch: Fédération suisse des urbanistes - Federazione svizzera degli urbanisti - Federaziun svizra d'urbanists) ist ein Berufsverband für Orts-, Regional- und Landesplanung in der Schweiz. Der FSU entstand im Frühjahr 2000 aus dem Zusammenschluss dreier Berufsverbände: Bund Schweizer Planer (BSP); Berufsverband der Siedlungsplaner (BVS) und Vereinigung der Raumplaner NDS/HTL (VRN). Im Jahr 2023 hatte der politisch unabhängige Verband 927 Einzelmitglieder und 153 Büromitglieder.

## Weblink
- www.f-s-u.ch